# Diócesis de Mahajanga
La diócesis de Mahajanga (en latín: Dioecesis Mahagiangana y en francés: Diocèse de Mahajanga) es una circunscripción eclesiástica latina de la Iglesia católica en Madagascar, sufragánea de la arquidiócesis de Antsiranana. La diócesis es sede vacante desde el 3 de noviembre de 2018.

## Territorio y organización
La diócesis tiene 65 500 km² y extiende su jurisdicción sobre los fieles católicos de rito latino residentes en partes de las regiones de Boeny, Melaky y Betsiboka.
La sede de la diócesis se encuentra en la ciudad de Mahajanga, en donde se halla la Catedral del Corazón Inmaculado de María.
En 2019 en la diócesis existían 22 parroquias.

## Historia
El vicariato apostólico de Majunga fue erigido el 15 de marzo de 1923 con el breve Ex hac excelsa del papa Pío XI, obteniendo el territorio del vicariato apostólico de Diégo Suárez (hoy arquidiócesis de Antsiranana).
El 8 de enero de 1938 cedió una parte de su territorio para la erección de la prefectura apostólica de Morondava (hoy diócesis de Morondava) mediante la bula Quo evangelici del papa Pío XI.
El 25 de mayo de 1939 cedió otra porción de territorio al vicariato apostólico de Miarinarivo (hoy diócesis de Miarinarivo) mediante la bula Quum uti accepimus del papa Pío XII.
El 14 de septiembre de 1955 el vicariato apostólico fue elevado a diócesis con la bula Dum tantis del papa Pío XII.
El 28 de octubre de 1989 tomó su nombre actual como consecuencia del decreto Apostolicis sub plumbo de la Congregación para la Evangelización de los Pueblos.
El 18 de octubre de 1993 cedió una parte de su territorio para la erección de la diócesis de Port-Bergé mediante la bula Venerabiles Fratres del papa Juan Pablo II.
El 8 de febrero de 2017 cedió una porción adicional de territorio para la erección de la diócesis de Maintirano.

## Estadísticas
De acuerdo al Anuario Pontificio 2020 la diócesis tenía a fines de 2019 un total de 283 735 fieles bautizados.
| Año                                                                             | Población            | Población | Población      | Sacerdotes | Sacerdotes    | Sacerdotes    | Bautizados por sacerdote | Diáconos permanentes | Religiosos | Religiosos | Parroquias |
| Año                                                                             | Bautizados católicos | Total     | % de católicos | Total      | Clero secular | Clero regular | Bautizados por sacerdote | Diáconos permanentes | Varones    | Mujeres    | Parroquias |
| ------------------------------------------------------------------------------- | -------------------- | --------- | -------------- | ---------- | ------------- | ------------- | ------------------------ | -------------------- | ---------- | ---------- | ---------- |
| 1949                                                                            | 39 000               | 368 900   | 10.6           | 44         | 4             | 40            | 886                      |                      |            | 35         |            |
| 1970                                                                            | 43 337               | 548 607   | 7.9            | 41         |               | 41            | 1057                     |                      | 76         | 97         |            |
| 1980                                                                            | 52 037               | 689 000   | 7.6            | 42         | 7             | 35            | 1238                     |                      | 43         | 75         |            |
| 1990                                                                            | 66 560               | 912 479   | 7.3            | 37         | 15            | 22            | 1798                     |                      | 29         | 115        | 17         |
| 1999                                                                            | 70 040               | 768 706   | 9.1            | 39         | 22            | 17            | 1795                     |                      | 25         | 130        | 19         |
| 2000                                                                            | 78 451               | 777 124   | 10.1           | 40         | 25            | 15            | 1961                     |                      | 24         | 135        | 19         |
| 2001                                                                            | 80 175               | 780 842   | 10.3           | 37         | 24            | 13            | 2166                     |                      | 21         | 144        | 19         |
| 2002                                                                            | 82 592               | 782 180   | 10.6           | 46         | 32            | 14            | 1795                     |                      | 21         | 161        | 20         |
| 2003                                                                            | 94 074               | 902 432   | 10.4           | 47         | 32            | 15            | 2001                     |                      | 22         | 161        | 13         |
| 2004                                                                            | 142 447              | 992 794   | 14.3           | 45         | 30            | 15            | 3165                     |                      | 23         | 161        | 13         |
| 2013                                                                            | 366 264              | 1 262 000 | 29.0           | 84         | 37            | 47            | 4360                     |                      | 60         | 197        | 22         |
| 2016                                                                            | 383 000              | 1 362 000 | 28.1           | 53         | 36            | 17            | 7226                     |                      | 33         | 205        | 21         |
| 2017                                                                            | 256 992              | 1 433 792 | 17.9           | 43         | 31            | 12            | 5977                     |                      | 4          | 164        | 20         |
| 2019                                                                            | 283 735              | 1 558 580 | 18.2           | 54         | 37            | 17            | 5254                     |                      | 33         | 233        | 22         |
| Fuente: Catholic-Hierarchy, que a su vez toma los datos del Anuario Pontificio. |                      |           |                |            |               |               |                          |                      |            |            |            |

## Episcopologio
- Paul-Auguste-Marie Pichot, C.S.Sp. † (16 de marzo de 1923-10 de mayo de 1940 renunció)
- Edmond-Marie-Jean Wolff, C.S.Sp. † (8 de julio de 1941-13 de febrero de 1947 nombrado vicario apostólico de Diego Suarez)
- Jean Batiot, C.S.Sp. † (13 de febrero de 1947-31 de agosto de 1953 falleció)
- Jean Eugène Gabriel David, C.S.Sp. † (22 de febrero de 1954-27 de abril de 1978 renunció)
- Armand Gaétan Razafindratandra † (27 de abril de 1978-3 de febrero de 1994 nombrado arzobispo de Antananarivo)
  - Sede vacante (1994-1996)
- Michel Malo, Ist. del Prado (29 de marzo de 1996-28 de noviembre de 1998 nombrado arzobispo de Antsiranana)
- Joseph Ignace Randrianasolo † (3 de junio de 1999-2 de febrero de 2010 renunció)
- Roger Victor Rakotondrajao † (2 de febrero de 2010 por sucesión-3 de noviembre de 2018 falleció)
  - Sede vacante (desde 2018)
  - Gustavo Bombín Espino, O.SS.T.,[9] desde el 13 de noviembre de 2018 (administrador apostólico)